# Skee kyrka
Skee kyrka är en kyrkobyggnad sedan 2006 i Skee-Tjärnö församling (tidigare Skee församling) i Göteborgs stift. Den ligger någon kilometer norr om Skee i Strömstads kommun.

## Kyrkobyggnaden
Kyrkan är uppförd av i kvader huggen granit under 1100-talet, då Bohuslän tilhörde Norge, och ligger norr om vägen. Det fristående klocktornet i sten från 1673 ligger söder om vägen. Vid en stor ombyggnad 1794-1795 förlängdes långhuset västerut, ett vapenhus i sten byggdes till och kormurarna höjdes. Samtidigt tillkom det välvda taket över kor och långhus.   
I sin nuvarande form består kyrkan av långhus med smalare kor i öster, men lika högt som övriga kyrkan. Öster om koret finns en halvrund absid, som liksom portalerna på syd- och norrsidan och det rundbågiga fönstret i korets norra sida, härstammar från kyrkans äldsta tid. Stengolvet och troligen även altarbordet är från medeltiden. Norr om koret finns en tillbyggd sakristia. 

### Restaurering på 1920-talet
Kyrkan restaurerades på 1923-1924 under ledning av Axel Forssén. Tillägg från 1800-talet rensades då bort och man och lyfte fram element från medeltiden och 1700-talet:  medeltida korportaler och portalomfattningar togs fram och man frilade kvadersten i fasaden. 1800-talsbänkarna ersattes och det medeltida golvet frilades. De avlägsnade takmålningarna ersattes. Åtgärderna betraktas som ett gott exempel på den typ av restaureringar som ofta skedde Västsverige vid den tiden.

## Takmålningar
Christian von Schönfeldt utförde 1730 takmålningar i både långhus, kor och sakristia. I slutet av 1800-talet byttes kyrkorummets trävalv. Därmed har endast sakristians målningar bevarats. Vid en restaurering 1923 utförde Filip Månsson, Gunnar Erik Ström och Henning Ståhlberg nya takmålningar i kyrkorummet med motiv föreställande Kristi himmelsfärd och apostlarna. Ståhlberg konserverade samtidigt Schönfeldts målningar i sakristian. På grund av den lilla ytan har Schönfeldt valt att endast framställa syndabekännelsen och förlåtelsen. 

## Inventarier

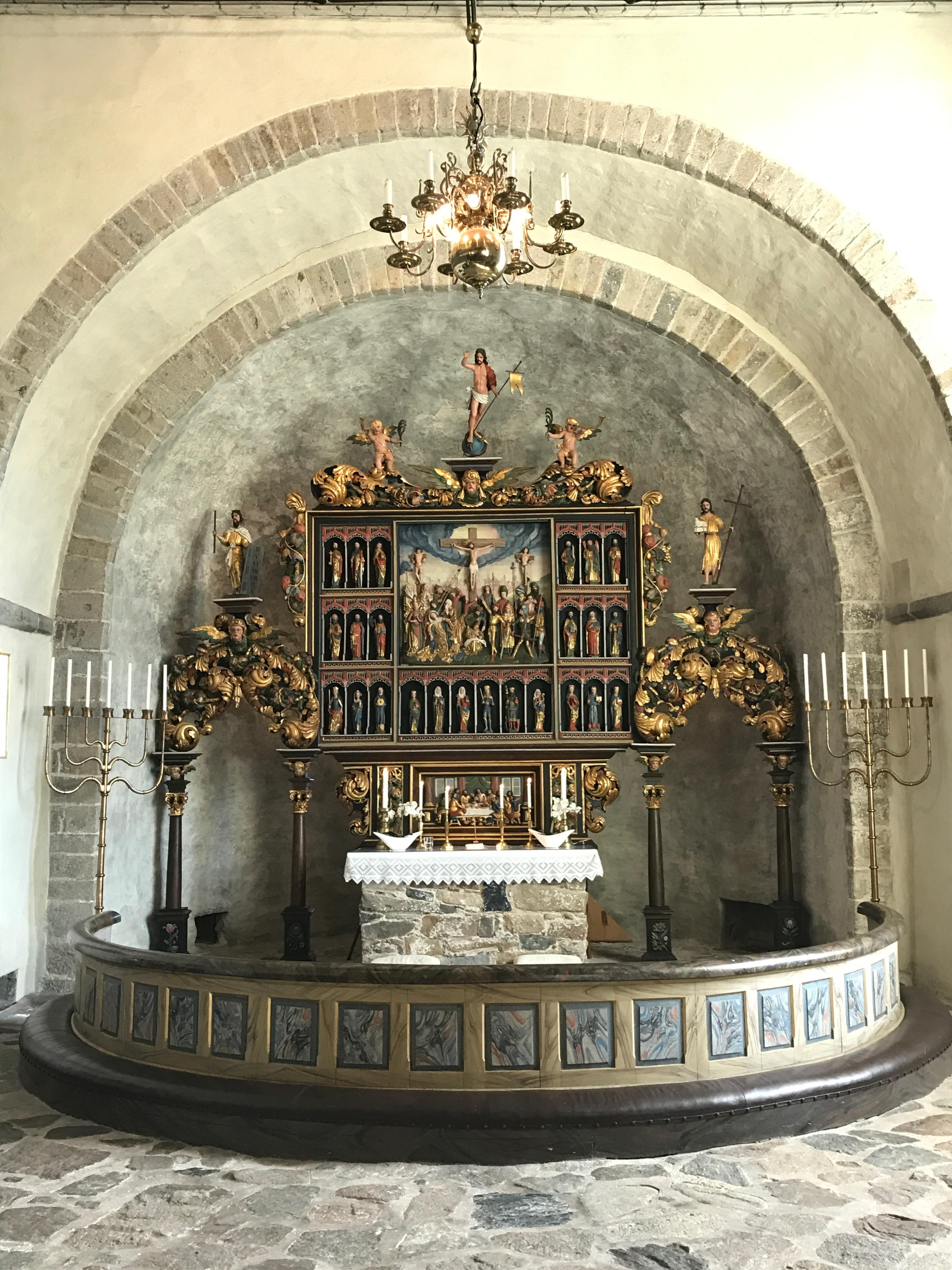
Skee kyrka, altare med altarskåp

- Altarskåpet, med skulpturer och reliefer som framställer Jesu liv, är från 1490-talet och har ett ramverk i barockstil från 1686.

- En madonnabild i svart täljsten står på altaret i koret. Den är från 1200-talet.
- En Mariafigur i sten, från omkring 1275, är sedan 1924 placerad på ett Mariaaltare. Den satt tidigare ovanför kyrkans västportal.[1]
- Dopfunten från 1200-talet, såldes på 1800-talet till Statens historiska museum i Stockholm och är ersatt av en avgjutning.
- Predikstolen i barockstil är från 1671 och en donation från dåvarande ägaren till Blomsholms säteri, Sven Ranck.
- Nattvardskalken är i silver.

### Dopfunt
- Dopfunt av täljsten från omkring 1200 i två delar. Höjd: 71 cm. Cuppan är halvsfärisk med en vulst nedtill och upptill ett bandornament. Den har egenartade ornament utförda i hög men plan relief. Motiven är lejon, drakar eller gripar och två människoansikten ordnade i löpande följd. Foten saknar dekor och är rund med en hög kant. Uttömningshål finns. Hela objektet är välbevarat. Även om lejonmotiven var vanliga i Danmark är den självständigt utformad i relation till de danska förebilderna. Funten är av materialet att döma inte tillverkad i Danmark utan snarare i Østfold i Norge. Funten såldes 1878 till Statens historiska museum[2]

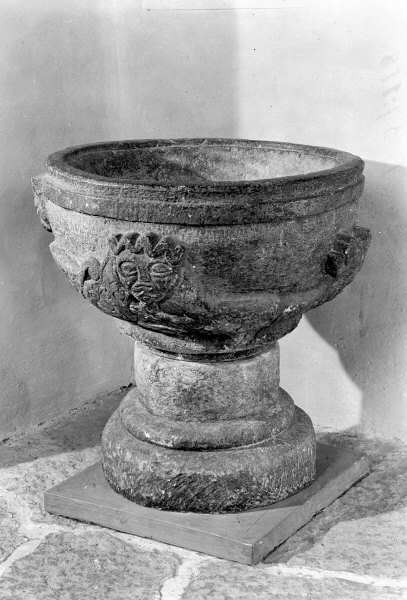
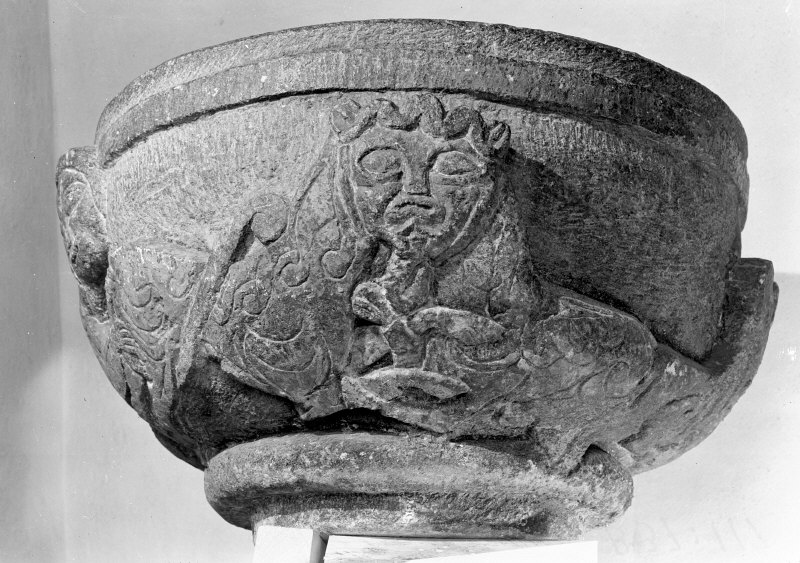
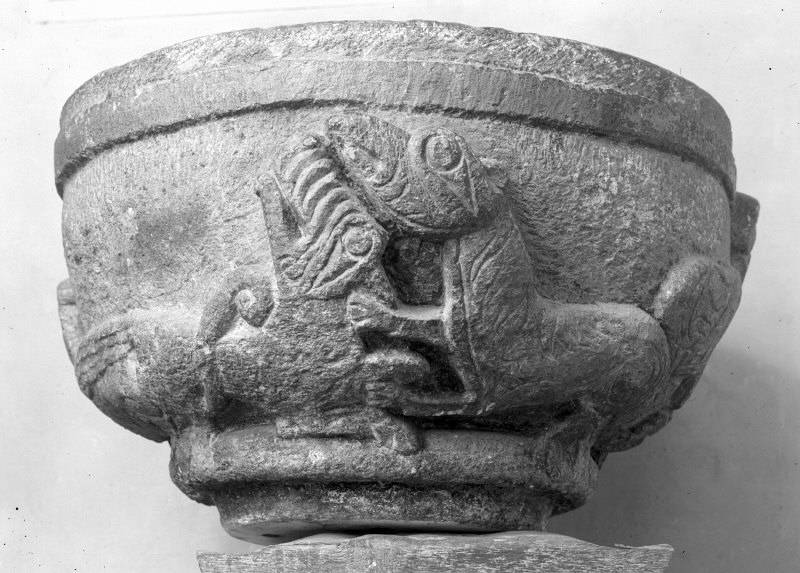
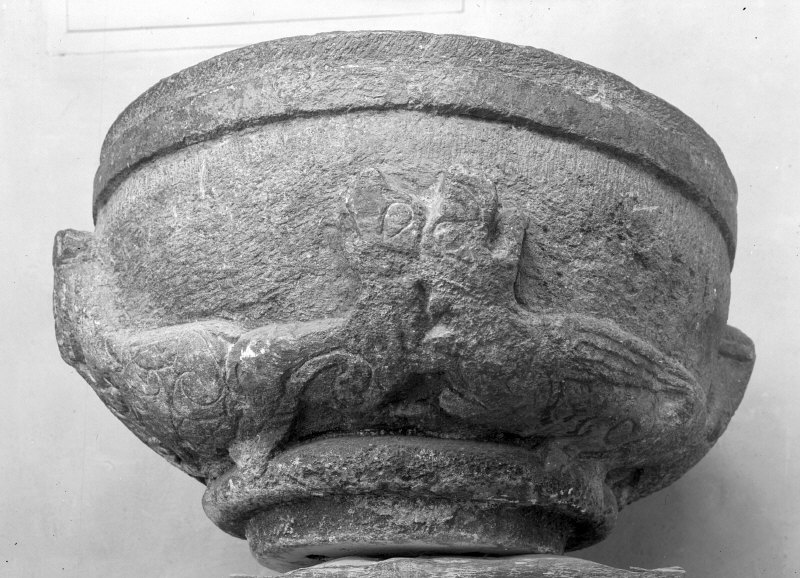
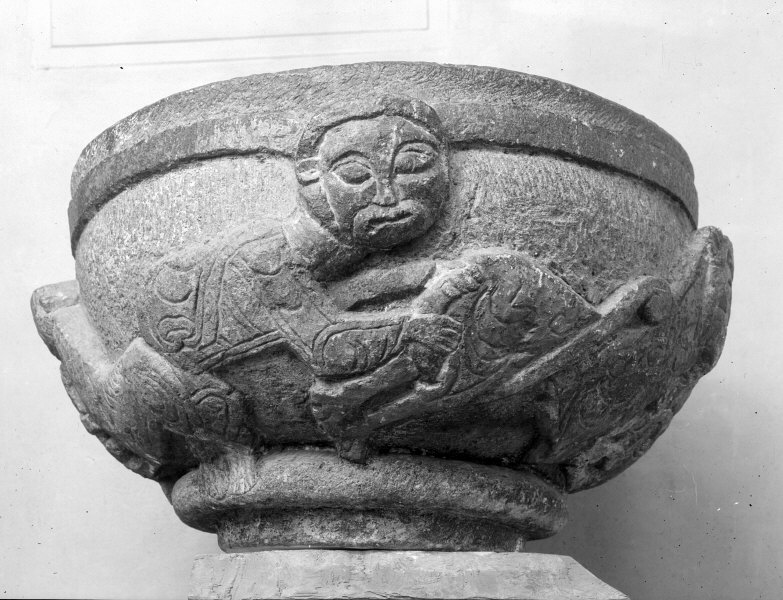

### Orgel
Orgeln är byggd 1924 av A. Magnusson Orgelbyggeri AB. Den byggdes om 1970 av Hammarbergs Orgelbyggeri AB. Tillhörande orgelfasad med förhöjt mittparti är ritad 1876 av Johan Fredrik Åbom.

## Bilder

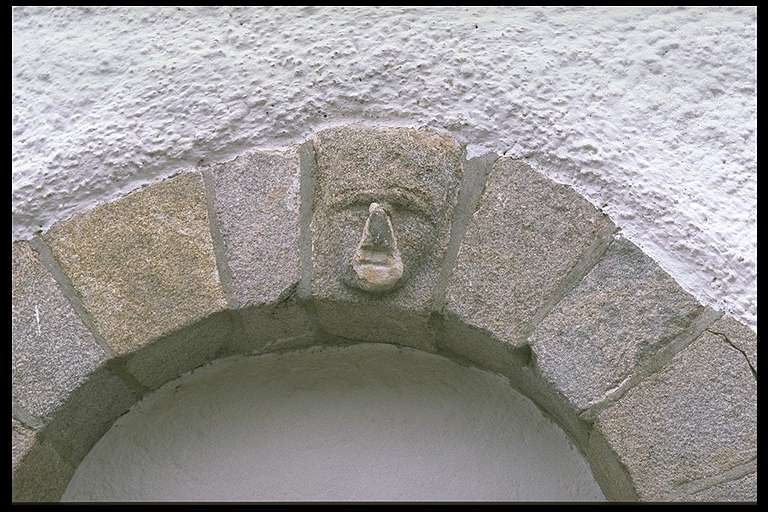
Nordportalen. Slutsten/ansiktsmask.
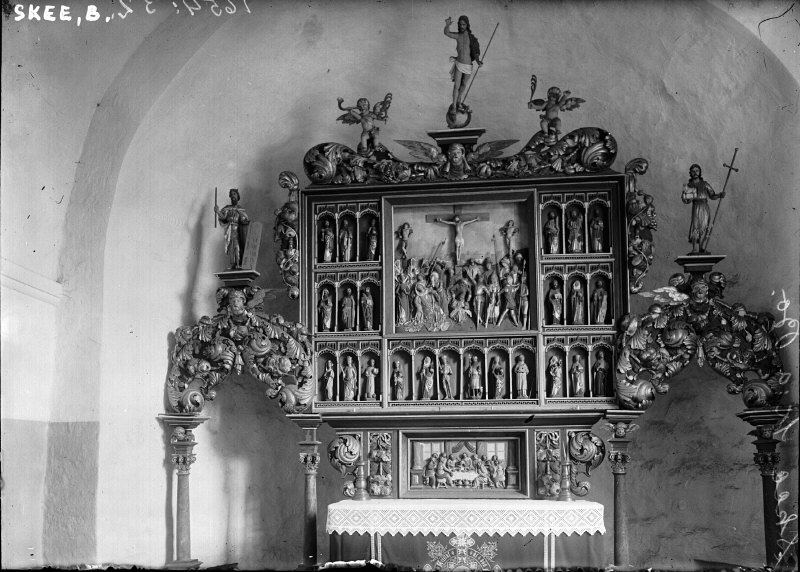
Altaruppsats från 1686.
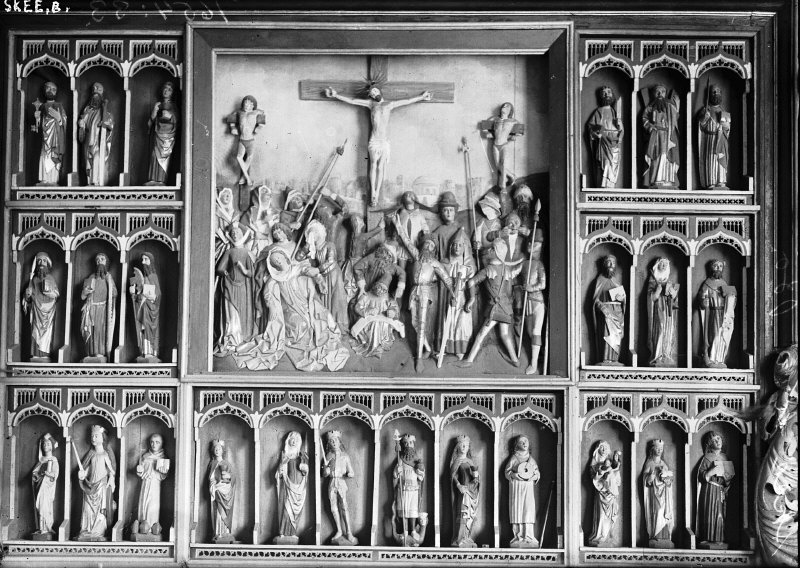
Detalj av altaruppsats.

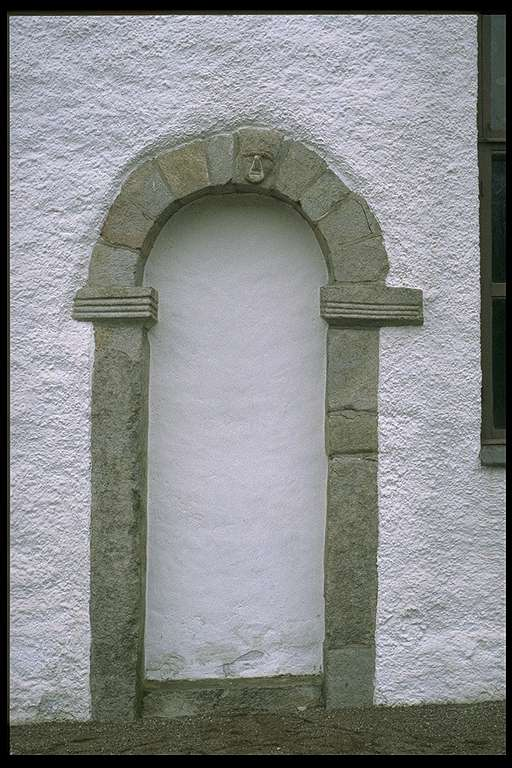
Nordportalen.
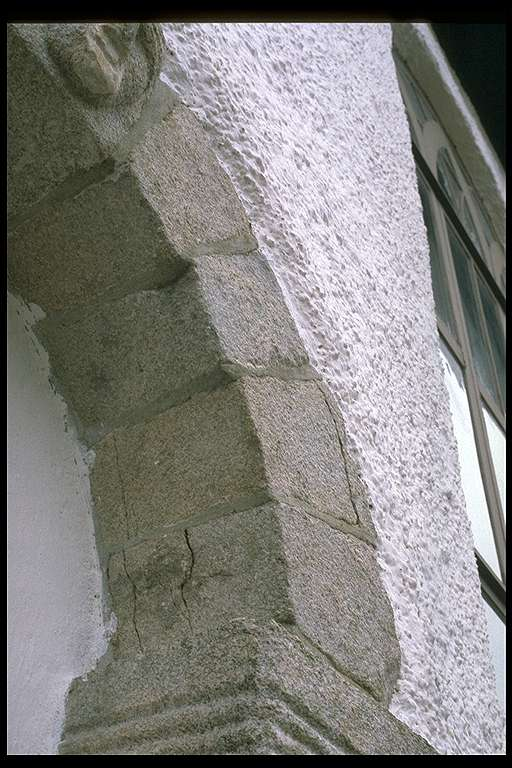
Nordportalen. Kapitäl och rundbåge åt väster.
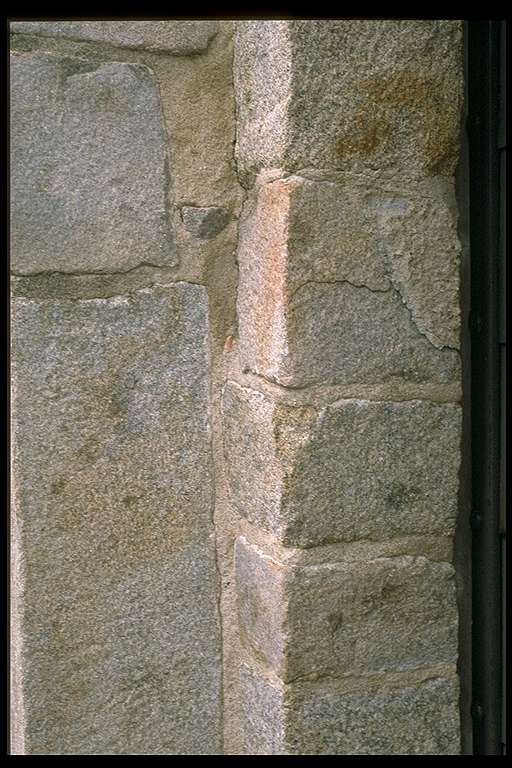
Sydportalen.  Västra portalsmygen.
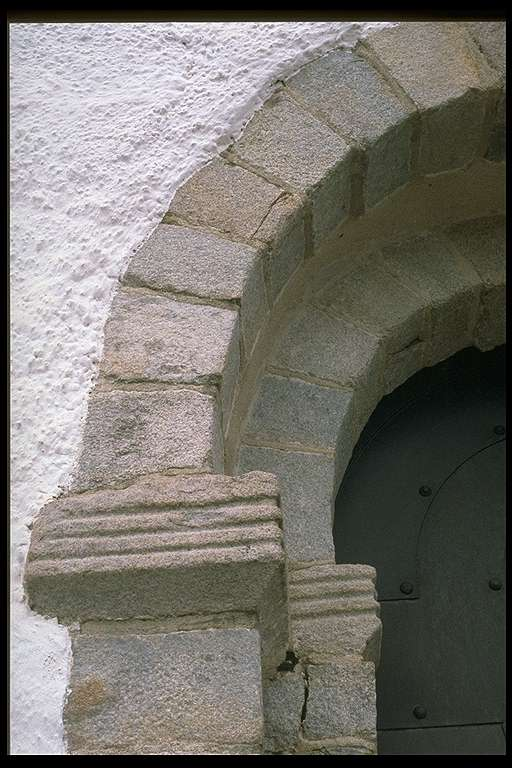
Sydportalen. Kapitäl och rundbåge åt väster.
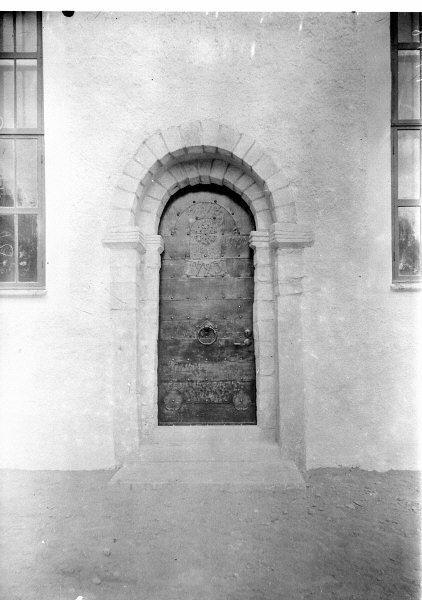
Långhusets södra portal.
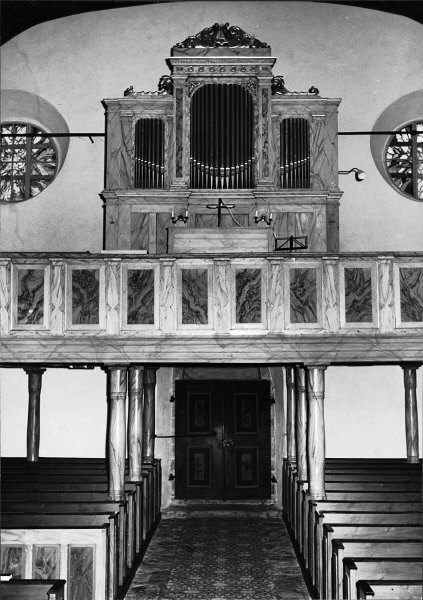
Interiör mot väster.
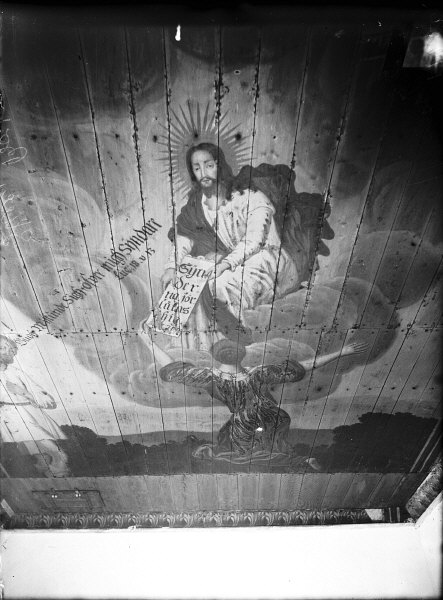
Schönfeldts takmålning i sakristian.
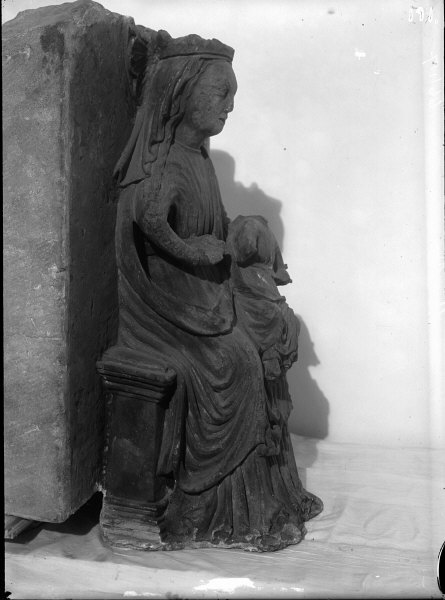
Stenskulptur. Madonna från 1200-talets senare del.